# Pedro Huarte Iribarren
Pedro Jesús Huarte Iribarren (Pamplona, 21 de diciembre de 1972) es un político navarro, militante de Aralar. Fue alcalde de Zizur Mayor (Navarra) entre 2007 y 2011 por la coalición Nafarroa Bai.

## Labor política
Pedro Huarte se presentó por las listas de Nafarroa Bai en Zizur Mayor en las elecciones municipales de 2007 y fue elegido candidato a la alcaldía de la localidad, en la que conseguiría 5 de los 17 concejales que componen el ayuntamiento, posicionándose como segunda fuerza política. Fue investido alcalde con el apoyo de Nafarroa Bai (5), PSN-PSOE (3) e IUN-NEB (1), sustituyendo a Luis María Iriarte de UPN. Accedió a la alcaldía con 34 años, siendo el tercer  alcalde más joven que ha tenido Zizur Mayor, por detrás de Luis Ibero (29 años) y Jon Gondán (23 años).
Abandonó su militancia en Aralar una vez producida la confluencia con EH Bildu y antes de su disolución.